# Ausschuss für Arbeitsmedizin
Der Ausschuss für Arbeitsmedizin (AfAMed) ist ein gemäß § 9 der Verordnung zur arbeitsmedizinischen Vorsorge einzusetzendes ehrenamtliches Gremium. Die Geschäftsführung liegt bei der Bundesanstalt für Arbeitsschutz und Arbeitsmedizin (BAuA).
Gemäß § 9 der Verordnung zur arbeitsmedizinischen Vorsorge (ArbMedVV) ist es die Aufgabe des AfAMed, arbeitsmedizinische Regeln und arbeitsmedizinische Empfehlungen zur Konkretisierung der ArbMedVV zu erarbeiten. Zudem soll der Ausschuss das Bundesministerium für Arbeit und Soziales in allen Fragen der arbeitsmedizinischen Vorsorge und des arbeitsmedizinischen Gesundheitsschutzes beraten.
Der AfAMed hat zwölf ehrenamtliche Mitglieder von Seiten der Arbeitgeber, der Gewerkschaften, der Länderbehörden, der gesetzlichen Unfallversicherung und der Wissenschaft. Derzeitiger Vorsitzender des AfAMed ist Volker Harth.